# 아이언우드
아이언우드(Ironwood)는 딱딱한 것으로 유명하거나, 물보다 더 무거운 나무 밀도를 지닌 수많은 목재와 식물에 쓰이는 공통명이다.

## 공통명을 공유하는 종
- 아르간나무
- 카수아리나과
- 아프리카흑단
- 유칼립투스속
- 제니팝나무
- 유창목
- 아프리카귀룽나무
- 초피나무

## 같이 보기
- 제목에 "아이언우드" 항목을 포함한 모든 문서

| Disambiguation icon | 이 문서는 명칭이 같고 같은 종류에 속하는 여러 대상을 연결하는 색인 문서입니다. |